# Porosty podstawkowe

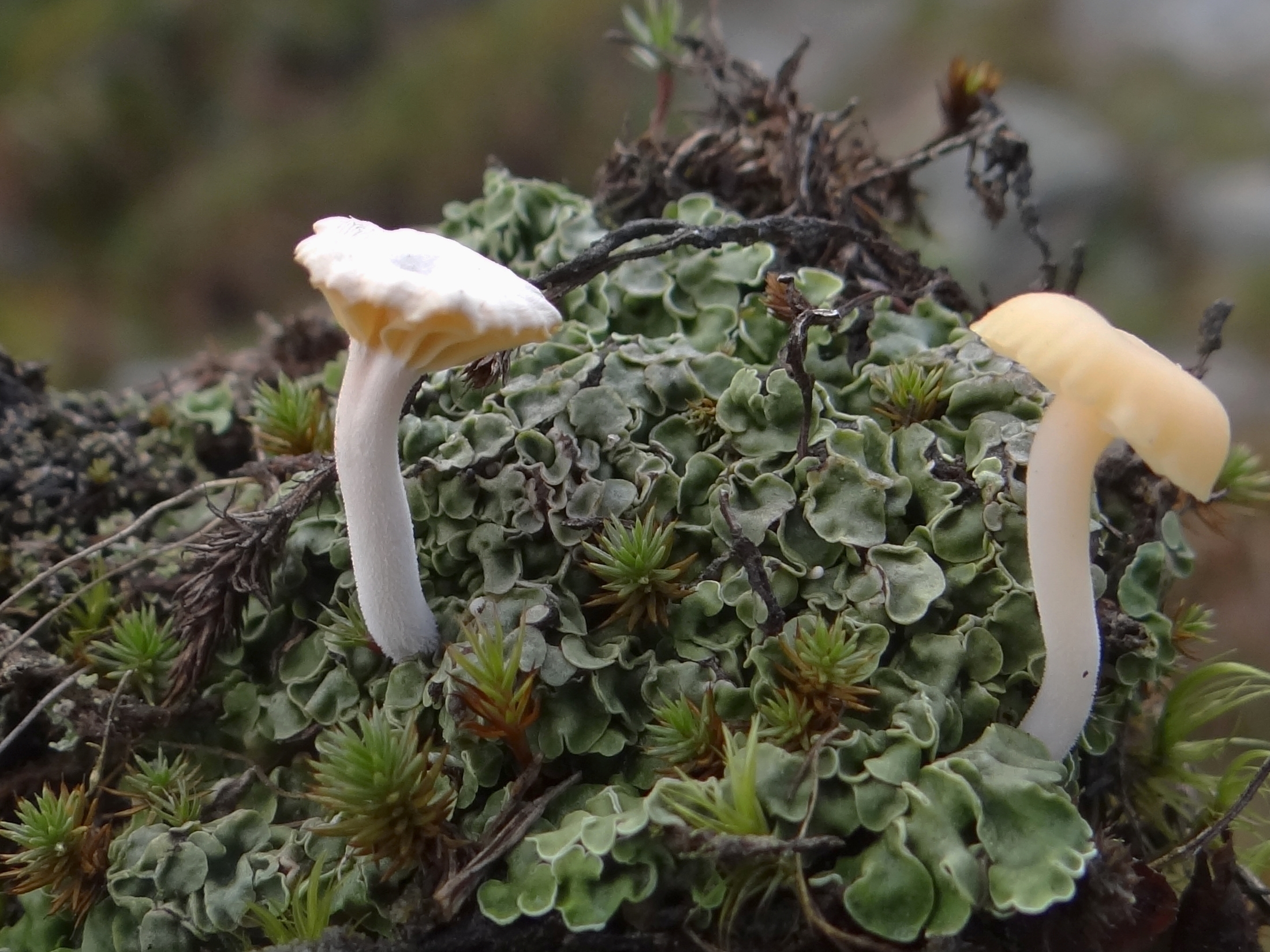
Pęporostek baldaszkowy (Lichenomphalia umbellifera)

Porosty podstawkowe – porosty, w których mykobiontem są grzyby podstawkowe (Basidiomycota). Dawniej zaliczane były do podklasy Basidiolichenes, jednak okazało się, że są one polifiletyczne i obecnie nie tworzą już wspólnego taksonu. We współczesnej taksonomii porosty zaliczane są do grzybów (Mycota). Porosty podstawkowe nie są taksonem, lecz nieformalną grupą. Stanowią znikomą tylko część porostów. 98% porostów to porosty workowe, tworzone przez grzyby workowe (Ascomycota). Oprócz nich są jeszcze porosty niedoskonałe tworzone przez grzyby niedoskonałe (Fungi imperfecti).
W strefie klimatu umiarkowanego i zimnego przedstawicielami porostów podstawkowych są gatunki należące do rodzajów Lichenomphalia i Multiclavula, w regionach tropikalnych występuje kilka rodzajów takich porostów, z których najpowszechniejszym jest Dictyonema o liściastej plesze.